# グルーポ・クリーマクス
グルーポ・クリーマクス（スペイン語:Grupo Climax）は、DJオスカル・ロボ（DJ Oscar Lobo）を中心に2004年に結成されたメキシコ、ベラクルス出身のバンドである。同年にアルバム『Za Za Za』収録の楽曲「La Mesa Que Más Aplauda」が大ヒットし、Billboard Top Latin Albumsで6週連続の首位を記録した。